# Campeonato Grego de Futebol de 2016-17
O Campeonato Grego de Futebol de 2016–17 foi a 11º edição da elite do futebol grego em sua fase Superliga. Com 16 participantes, o atual campeão é o Olympiakos. Que também venceu essa edição.

## Estádios e locais
| Clube            | Ap. | Local        | Estádio                        | Capacidade |
| ---------------- | --- | ------------ | ------------------------------ | ---------- |
| AEK Athens       | 56  | Athens       | Olympic Stadium                | 68,079     |
| Larisa           | 27  | Larissa      | AEL FC Arena                   | 16,118     |
| Asteras Tripoli  | 11  | Trípoli      | Theodoros Kolokotronis Stadium | 7,423      |
| Atromitos        | 17  | Peristeri    | Peristeri Stadium              | 9,035      |
| Iraklis Saloniki | 53  | Thessaloniki | Kaftanzoglio Stadium           | 26,712     |
| Kerkyra          | 7   | Corfu        | Kerkyra Stadium                | 2,776      |
| Levadiakos       | 17  | Livadeia     | Levadia Municipal Stadium      | 5,915      |
| Olympiacos       | 58  | Piraeus      | Georgios Karaiskakis Stadium   | 32,115     |
| Panathinaikos    | 58  | Athens       | Apostolos Nikolaidis Stadium   | 16,620     |
| Panetolikos      | 7   | Agrinio      | Panetolikos Stadium            | 6,430      |
| Panionios        | 56  | Nea Smyrni   | Nea Smyrni Stadium             | 11,700     |
| PAOK             | 58  | Thessaloniki | Toumba Stadium                 | 28,701     |
| PAS Giannina     | 23  | Ioannina     | Zosimades Stadium              | 7,652      |
| Platanias        | 5   | Chania       | Perivolia Municipal Stadium    | 3,700      |
| Veria            | 18  | Veria        | Veria Stadium                  | 6,350      |
| Xanthi           | 28  | Xanthi       | Xanthi F.C. Arena              | 7,361      |

## Classificação
Atualizado em 21 de maio de 2017.
| Pos | Equipes          | Pts   | J  | V  | E  | D  | GM | GS | SG  | Classificação ou rebaixamento                          |
| --- | ---------------- | ----- | -- | -- | -- | -- | -- | -- | --- | ------------------------------------------------------ |
| 1   | Olympiakos       | 67    | 30 | 21 | 4  | 5  | 57 | 16 | +41 | Fase de Grupos da Liga dos Campeões da UEFA de 2017–18 |
| 2   | PAOK             | 61[a] | 30 | 20 | 4  | 6  | 52 | 19 | +33 | Play-offs                                              |
| 3   | Panathinaikos    | 57    | 30 | 16 | 9  | 5  | 45 | 19 | +26 | Play-offs                                              |
| 4   | AEK Athens       | 53    | 30 | 14 | 11 | 5  | 54 | 23 | +31 | Play-offs                                              |
| 5   | Panionios        | 52    | 30 | 15 | 7  | 8  | 35 | 23 | +12 | Play-offs                                              |
| 6   | Xanthi           | 48    | 30 | 13 | 9  | 8  | 34 | 25 | +9  |                                                        |
| 7   | Platanias        | 42    | 30 | 11 | 9  | 10 | 34 | 38 | –4  |                                                        |
| 8   | Atromitos        | 39    | 30 | 11 | 6  | 13 | 29 | 38 | –9  |                                                        |
| 9   | Giannina         | 37    | 30 | 8  | 12 | 10 | 30 | 37 | –7  |                                                        |
| 10  | Kerkyra          | 32    | 30 | 8  | 8  | 14 | 22 | 43 | –21 |                                                        |
| 11  | Panetolikos      | 31    | 30 | 8  | 7  | 15 | 29 | 40 | –11 |                                                        |
| 12  | Iraklis Saloniki | 29    | 30 | 6  | 11 | 13 | 28 | 39 | –11 |                                                        |
| 13  | Asteras Tripolis | 28    | 30 | 6  | 10 | 14 | 34 | 49 | -15 |                                                        |
| 14  | Larissa          | 28    | 30 | 6  | 10 | 14 | 23 | 42 | -19 |                                                        |
| 15  | Levadiakos       | 26    | 30 | 6  | 8  | 16 | 27 | 49 | -22 | Rebaixados à B Ethniki                                 |
| 16  | Veria            | 22    | 30 | 5  | 7  | 18 | 23 | 56 | –33 | Rebaixados à B Ethniki                                 |

- a. ^  O PAOK perdeu 3 pontos.

### Play-Offs
| Pos | Equipes       | Pts | J | V | E | D | GM | GS | SG | Classificação ou rebaixamento                         |
| --- | ------------- | --- | - | - | - | - | -- | -- | -- | ----------------------------------------------------- |
| 1   | AEK Athens    | 12  | 6 | 4 | 0 | 2 | 5  | 3  | 2  | Eliminatórias da Liga dos Campeões da UEFA de 2017–18 |
| 2   | PAOK          | 11  | 6 | 3 | 0 | 3 | 7  | 5  | 2  | Liga Europa                                           |
| 3   | Panathinaikos | 7   | 6 | 3 | 1 | 2 | 6  | 7  | -1 | Liga Europa                                           |
| 4   | Panionios     | 4   | 6 | 1 | 1 | 4 | 3  | 3  | -3 |                                                       |

## Estatísticas

### Artilheiros
Atualizado em 22 de janeiro de 2016
| Pos. | Jogador                     | Equipe        | Gols |
| ---- | --------------------------- | ------------- | ---- |
| 1    | Ideye Brown                 | Olympiacos    | 12   |
| 1    | Hamza Younès                | Xanthi        | 12   |
| 3    | Marcus Berg                 | Panathinaikos | 8    |
| 3    | Thomas Nazlidis             | Larisa        | 7    |
| 4    | Pedro Conde                 | Giannina      | 6    |
| 4    | Giorgos Giakoumakis         | Platanias     | 6    |
| 5    | Karim Ansarifard            | Panionios     | 5    |
| 5    | Sebastián Leto              | Panathinaikos | 5    |
| 5    | Giorgos Manousos            | Platanias     | 5    |
| 5    | Luka Milivojević            | Olympiacos    | 5    |
| 5    | Martín Tonso Javier Umbides | Atromitos     | 5    |
| 5    | Léo Matos                   | PAOK          | 5    |

### Assistências
Atualizado em 22 de janeiro de 2016
| Pos. | Jogador                 | Equipe        | Gols |
| ---- | ----------------------- | ------------- | ---- |
| 1    | Alberto de la Bella     | Olympiacos    | 4    |
| 1    | Garry Rodrigues         | PAOK          | 4    |
| 1    | Masoud Shojaei          | Panionios     | 4    |
| 4    | Sebá                    | Olympiacos    | 3    |
| 4    | Hrysovalantis Kozoronis | Giannina      | 3    |
| 4    | Dimitris Limnios        | Atromitos     | 3    |
| 4    | Giandomenico Mesto      | Panathinaikos | 3    |
| 4    | Giorgi Navalovski       | Veria         | 3    |